# Étude de la communication mondiale
L’ étude de la communication mondiale est un domaine interdisciplinaire qui questionne les moyens par lesquels les personnes se connectent, partagent, et se mobilisent au-delà des divisions géographiques, politiques, économiques, sociales et culturelles. La communication mondiale implique un transfert de connaissances et d’idées des centres de pouvoir vers les périphéries et l’imposition d’une nouvelle hégémonie interculturelle au niveau du « pouvoir discret ».

## "International" ou "Mondiale"
La fin du XXe siècle et le début du nouveau millénaire signifie des changements importants dans le domaine de la communication internationale. « Communication mondiale » commence à être utilisé  comme terme parce que certains auteurs font valoir que le terme met l’accent sur la communication entre les peuples au-delà des frontières géographiques et sur la montée des médias transnationales.
La communication internationale fait traditionnellement référence à la communication entre, et parmi les états-nations. Ceci évoque des questions de souveraineté nationale ainsi que des questions de contrôle des ressources d’information nationales.
La différence entre « mondiale » et « internationale » est que mondiale implique un affaiblissement dans le rôle et souveraineté de l'état. Internationale par contre, implique une relation bilatérale ou multilatérale. Les auteurs qui préfèrent « mondiale » utilisent le terme parce qu'il permet une utilisation plus inclusive et dynamique que « internationale » qui met l'accent sur les relations entre des États-nations.

## Histoire
Au cours des années 1945-1955, une grande quantité de recherches sur la communication mondiale a été produite, la plupart liées à la seconde guerre mondiale et la guerre froide. En 1970, la recherche sur la communication mondiale s’est développée pour inclure une grande variété de sujets, en particulier les systèmes de communication de masse, la propagande et l’opinion publique.
Du point de vue des universitaires du domaine de la communication mondiale, les théories précédentes de modernisation, de dépendance et de l'impérialisme culturel n'ont pas permis d'expliquer de manière satisfaisante la communication mondiale.

### Développement technologique
On peut faire remonter l'origine de la communication mondiale comme étude académique à l’émergence des technologies de communication mondiales du XXe siècle. De nombreux progrès techniques, tels que la convergence des entreprises de médias, le développement de l’Internet, sont deux exemples qui démontrent le passage de la communication internationale à la communication mondiale.

### Changements de pouvoir globaux
L'effondrement de l'Union soviétique a révélé un changement des relations politiques, économiques et culturelles. Ces changements sont d’une grande importance pour l’étude de la communication mondiale parce qu’ils démontrent le changement des relations historiques et contemporaines des états-nations.

## Approches théoriques

### Économie politique transculturelle
L'économie politique transculturelle est un concept présenté par Paula Chakravartty et Yeuzhi Zhao. Ce concept examine la communication mondiale et les études sur les médias dans trois domaines principaux : 
1. Le mouvement mondial d’information et de la culture.
2. La décentralisation des paramètres conceptuels des études mondiales sur l’information.
3. Les débats normatifs sur la communication mondiale dans le contexte du néolibéralisme.

L'économie politique transculturelle est une étude multidisciplinaire qui se concentre sur les tensions entre l'économie politique et les études culturelles. Comme idée académique, l’économie politique transculturelle s’intéresse à l’intégration des analyses culturelles et institutionnelles dans le contexte de « l'intégration économique, de la formation d'un empire, des tensions associées à l'adaptation de nouvelles technologies privatisées, de structures institutionnelles néolibérales mondialisées, et de formes et pratiques culturelles hybrides ». L’économie politique transculturelle aborde les problèmes liés à la pratique du néolibéralisme et à la création de structures de pouvoir inégales.

### Théorie de la mondialisation
La théorie de la mondialisation a été popularisée dans les années 90 pour essayer de mieux comprendre le nouveau système de communication mondiale. Le concept de mondialisation est inspiré de diverses théories reliées aux études de communication. Par exemple, la transnationalisation des entreprises est souvent célébrée comme une progression vers un monde plus interconnecté. Souvent, les théories de la mondialisation sont associées aux théories de la modernité.
Certains spécialistes considèrent la mondialisation comme l'intégration sociale, politique, économique et culturelle des sociétés dans un système capitaliste. D'autres voient dans la mondialisation un successeur de la modernité, tandis que d'autres encore y voient une itération de l'impérialisme. Certains interrogent l'utilité et la légitimité de la théorie de la mondialisation, affirmant qu'elle ne conceptualise pas de manière adéquate les relations internationales actuelles et qu’elle ne permet pas un examen des événements quotidiens.
De nombreux chercheurs critiquent les théories de la mondialisation comme irréalistes quant à l’effet de l’intégration mondiale. Certains reprochent aux sociologues d'énoncer des opinions et des prédictions basées sur la théorie, avec peu de preuves pratiques. En revanche, certains chercheurs s’efforcent de contester les vues pessimistes de la théorie de la mondialisation.

### Théorie du système-monde
La théorie du système-monde, développée par Immanuel Wallerstein durant les années 70, est une perspective macro-sociologique qui cherche à expliquer la dynamique de « l'économie mondiale capitaliste » en tant que « système social total ». Un système mondial est ce que Wallerstein appelle une « économie mondiale », intégrée par le marché plutôt que comme un centre politique. Dans ce système, deux régions ou plus sont interdépendantes en ce qui concerne des produits de nécessité telles que la nourriture, le carburant, etc.
La théorie du système-monde, conçue par Wallerstein, repose sur trois sources théoriques : la méthodologie générale de l'école des annales, l'accent mis par Marx sur le processus d'accumulation et les luttes des classes, et l'explication néo-marxiste de la théorie de la dépendance.
Faisant référence à la division transnationale du travail, la théorie système-monde divise le monde en pays principaux, pays périphériques, pays semi-périphériques et zones extérieures. Les pays principaux ont généralement un gouvernement central fort, de vastes bureaucraties et de grandes armées. Les pays périphériques manquent souvent d'une administration centrale forte, ont été contrôlés par des pays principaux, exportent des matières premières et ont recours à des pratiques de travail coercitives. Les pays semi-périphériques servent comme tampons entre les pays principaux et leurs pays périphériques. Ils conservent un accès limité à la banque internationale et à la production de produits manufacturés de haute qualité à un coût élevé. Des régions extérieures telles que la Russie maintiennent leurs propres systèmes économiques et préfèrent rester en dehors de l'économie mondiale moderne.

### Théorie de la modernisation
La théorie de la modernisation a été développée par Daniel Lerner en 1958 dans Le passage de la société traditionnelle. Cette théorie examine la transition des sociétés traditionnelles vers des sociétés modernes, où les sociétés modernes sont distinctement industrielles, urbaines, alphabétisées et participantes. La théorie de la modernisation engage un développement linéaire, concluant que les pays doivent devenir une société moderne pour en faire un pays durable et prospère. Le développement de sociétés modernisées inclut aussi le progrès technologique et le développement des secteurs des médias pour aider à créer une culture participative

### Post-colonialisme
Voir aussi : post-structuralisme, impérialisme, modernité, 
Le post-colonialisme est une approche théorique qui examine l'expérience et la relation entre colonisateur et colonisé. Un concerne des études post-coloniales[pas clair] est l'adaptation des pays anciennement colonisés et leur développement dans les domaines culturel, politique et économique. Certains théoriciens notables incluent : Frantz Fanon, Edward Saïd et Gayatri Spivak. .

### Impérialisme culturel
L'impérialisme culturel est le phénomène dans lequel une culture puissante exerce une influence culturelle sur une culture moins puissante. Des pays avec une industrie de culture moins développée doivent souvent importer les produits culturels des pays occidentaux qui ont les moyens économiques de produire la majorité des médias culturels du monde. La civilisation faible adopte les coutumes, philosophies, conceptions du monde, et les modes de vie quotidiens de la civilisation puissante.
La fondation théorique de l'étude académique de l'impérialisme culturel provient principalement du concept de post-colonialisme d'Edward Saïd, qui considère l'impérialisme culturel comme l'héritage culturel du colonialisme. Une autre influence théorique peut être le concept de biopouvoir de Michel Foucault.
L’étude de l’effet des médias est l’argument fondamental de l’impérialisme culturel. En ce domaine, il existe deux argument principaux. Le point négatif est que les médias occidentaux imposent des conflits sociopolitiques au pays en développement et à leur résistance pour préserver leurs identités culturelles traditionnelles. Les effets positifs sont reliés au développement d’une civilisation, tels que le droit des femmes ou l’égalité raciale.
Maintenant, le terme impérialisme culturel désigne généralement l'expansion d’une culture mondiale de l'Amérique au reste du monde, qui comprend des produits de marque, des supports vidéo, des fast foods, etc.

### Communication pour le développement (C4D)
La communication pour le développement (C4D) est un aspect d’études de la communication mondiale qui met l’accent sur la participation civile au changement social mis en œuvre par des systèmes de communication. C4D souligne « la voix, la citoyenneté et l'action collective » comme des valeurs fondamentales qui se prêtent au développement mené par les citoyens. C4D incorpore souvent des théories qui favorisent les changements sociaux avec le but de créer un changement durable et équitable. C4D repose sur l’hypothèse que ces changements positifs auront une plus grande chance de succès si les efforts sont planifiés et soutenus par les membres de la communauté eux-mêmes.
Certains agents de développement et académiques suggèrent de clarifier une définition commune de la communication pour le développement. Bien qu'il existe des différences mineures, la plupart des partisans de C4D considèrent comme essentielle la recherche-action participative (PAR). Les différences entre les projets C4D et d’autre projets de développement s’articulent autour des systèmes de médias en tant que site central du changement social. Les théories qui soutiennent C4D soulignent que les projets de développement doivent être situés dans un contexte particulier et que les différentes technologies de communication affecteront différents types de changements sociaux.

### Études des médias mondiaux
Les études des médias mondiaux étudient le contenu, l'historique et les effets des médias. L’étude des médias mondiaux utilise souvent des théories et méthodes issues des disciplines des études culturelles, de la rhétorique, de la philosophie, de la communication, de la théorie féministe, de l’économie politique et de la sociologie.
Chaque pays a son propre écosystème médiatique distinct. Par exemple, les médias de la Chine continentale sont gérés par l'État. Les sujets politiques sont soumis à une réglementation stricte établie par le gouvernement, tandis que d'autres domaines tels que le sport, les finances et l'industrie du divertissement sont soumis à des contraintes moins sévères. Le secteur médiatique du Canada est bien développé, mais l’écosystème médiatique est menacé par l'impérialisme économique et culturel américain. Ceci met en danger l’opportunité pour le Canada de former sa propre identité culturelle.

## Débats centraux

### Changement de pouvoir mondial
Il existe deux types fondamentaux de transfert de pouvoir au XXIe siècle. Le premier est la transition de pouvoir traditionnelle entre États. Ce genre de transfert suit la théorie du système-monde d’Immanuel Wallerstein. Par exemple, une hypothèse suggère un changement de pouvoir mondial de l’Ouest vers l’Est depuis la montée en puissance de l’Asie. L'autre est la diffusion du pouvoir, la façon dont le pouvoir passe d’un État à un acteur non étatique. Par exemple, « le changement climatique, le commerce de la drogue, les pandémies, tout cela  dépasse les frontières du contrôle des gouvernements. » .

### Sphère publique mondiale
La théorie de la sphère publique, attribuée à Jurgen Habermas, est une théorie qui considère les gouvernements démocratiques comme pouvant supporter des critiques émanant d’une sphère publique. Les sphères publiques sont des lieux, physiques ou imaginaires, où les gens discutent de tout type de sujet, en particulier de nature sociale ou politique. La sphère publique mondiale est donc un public composé de personnes situées partout dans le monde qui se réunissent pour discuter et agir sur des questions qui les concernent.

### Industries culturelles
Le terme « industrie culturelle » est initialement apparu dans la période d'après-guerre. À cette époque, la culture et l’industrie étaient considérées comme opposées. Les industries culturelles sont également appelées industries créatives .

#### Définitions et étendue des industries culturelles
Il existe aujourd’hui différentes définitions de ce qui constitue les industries culturelles. Pour certains, les industries culturelles sont simplement celles qui produisent des biens et des services culturels.
L’Organisation des Nations Unies pour l’éducation, la science et la culture (UNESCO) considère les industries culturelles comme des industries qui « associent la création, la production et la commercialisation de contenus de nature immatérielle et culturelle. Ces contenus sont généralement protégés par le droit d'auteur et peuvent prendre la forme de produits ou de services ». Toujours selon l'UNESCO, un élément principal des industries culturelles est qu'elles sont « essentielles pour la promotion et le maintien de la diversité culturelle et pour la garantie d'un accès démocratique à la culture ».
En France, les industries culturelles ont récemment été définies comme un ensemble d'activités économiques qui associent les processus de la conception, de la création et de la production de la culture à un niveau plus industriel tel que la commercialisation et production à grande échelle.
Au Canada, les activités économiques liées à la préservation du patrimoine sont également incluses dans la définition de la culture industrielle.

#### Industries culturelles mondiales
Puisque les industries culturelles ont été créées parallèlement à la mondialisation économique, les industries culturelles ont des liens particuliers avec la mondialisation et la communication mondiale.
Le sociologue Herbert Schiller soutient que l’assemblage de « divertissement, communication et information » a un impact direct sur la culture et la conscience humaine. Selon Schiller, l'expansion transnationale des entreprises a pour résultat la création et perpétuation de l'impérialisme culturel. Schiller définit cette dernière notion comme « la somme des processus par lesquels une société entre dans le système mondial moderne et comment elle est attirée, soumise à des pressions, forcée et parfois corrompue pour acquiescer aux institutions sociales afin de correspondre et promouvoir les valeurs et les structures d’un centre dominant ».
Un exemple d'industrie culturelle mondiale est la deuxième vague d'expansion des entreprises transnationales. Commencée dans les années 1970, l'émergence de zones franches d'exportation (ZFE) des pays en développement est axée sur le développement de réseaux de production mondiaux. Ce processus a été décrit comme une « nouvelle division internationale du travail » (NIDL) par l’économiste politique allemand Frӧbel.
Ernst et Kim ont affirmé que les ZFE ont changé la nature de l’idée de la compagnie multinationale, passant de « projets d'investissement à l'étranger singulier » à des projets mondiaux « qui intègrent leurs réseaux dispersés (mondiaux et régionaux) d’approvisionnement, de connaissances et de clients. Ceci implique un changement de modèles d’entreprise hiérarchique à des formes d'entreprise de plus en plus collectives ».

#### Empires médiatiques mondiaux
Les plus grandes entreprises médiatiques maintiennent un profil international élevé. Des empires médiatiques mondiaux tels que Disney, News Corporation, Time-Warner et Viacom - CBS réalisent maintenant entre 25 et 45% de leur revenus en dehors des États-Unis.
Un argument souvent soulevé dans le discours consacré aux empires médiatiques est la présence d’un petit nombre de conglomérats médiatiques qui contrôlent la majorité du marché. Edward S. Herman et Robert W. McChesney (1997) ont fait valoir que les médias mondiaux étaient « dominés par trois ou quatre douzaines de grandes compagnie transnationales (CTN) et que moins de dix conglomérats médiatiques basés principalement aux États-Unis dominaient le marché mondial ». Manfred Steger a aussi observé que « dans une très large mesure, les flux culturels mondiaux de notre époque sont générés et dirigés par des empires médiatiques mondiaux qui s'appuient sur des technologies de communication puissantes pour diffuser leur message ».

### Diaspora
La diaspora est souvent confondue avec l'exode ou l’exil. Les diasporas sont des groupes minoritaires qui ont un sentiment de connexion avec une communauté plus grande en dehors des frontières qu’elles habitent actuellement. Ces groupes minoritaires utilisent les médias pour créer le sentiment d’une identité et communauté plus large, imaginaire ou réelle.
Dans les travaux académiques sur la diaspora dans les études de communication, l’idée de la nation et de la culture en tant que synonyme n’est plus soutenue. Le sociologue Stuart Hall a théorisé l'hybridité culturelle comme la conservation des liens proches avec une identité, tradition et pays d'origine, mais avec la compréhension qu'il n'y a pas de pays du passé idéal vers lequel retourner. Être hybride, c'est aussi s'adapter à une nouvelle culture et à une nouvelle tradition sans simplement s'y assimiler, mais plutôt négocier une place entre les cultures « originale » et « nouvelle ». Dans les études en communication, la diaspora est discutée en tant qu’identité qui unit les personnes à travers le temps et l’espace.
Cependant, il y a aussi ceux qui soutiennent l’idée que le concept de « diaspora » implique une homogénéité ethnique et que le concept confond l’identité et l’ethnicité. L'une des œuvres les plus citées et les plus connues dans le domaine des médias diasporiques est celle de Hamid Naficy sur la création des programmes de télévision par des Américains iraniens en exil aux États-Unis.
Les médias diasporiques sont ceux qui répondent aux besoins particuliers des groupes ethniques, religieux et/ou linguistiques vivant dans des environnements multiculturels [citation requise]. Les médias diasporiques peuvent être dans la langue traditionnelle de la diaspora ou dans une autre langue, et peuvent inclure des informations du pays « d'origine » ou peuvent aussi contenir des informations locales à la diaspora. Les médias diasporiques peuvent être créés avec des multitudes de médias qui incluent : la radio, la télévision, les films, la musique, les journaux, les magazines et autres publications, ainsi que les médias en ligne. On peut soutenir l’idée que l'un des déterminants de la croissance des médias diasporiques aujourd'hui est le développement et diffusion de la télévision par satellite. La télévision par satellite a permis aux immigrants d'accéder aux actualités et à la culture populaire de leur pays d'origine, tout en permettant aux personnes parlant la même langue d'accéder aux chaînes qui pourrait être diffusées en dehors de la patrie.
Les études contemporaines sur la diaspora montrent que les médias de la diaspora font partie du changement de tendance décrit par Emmanuel Wallerstein dans sa théorie des systèmes mondiaux. La théorie des systèmes mondiaux postule que la direction majoritaire d’immigration est des États périphériques vers les États centraux. Ces derniers sont souvent des États métropolitains économiquement riches qui ont développé leur richesse dans des entreprises colonialistes. Cependant, contrairement à la direction de personnes, le flux d'informations (y compris concernant les produits médiatiques) a tendance à aller du centre vers la périphérie.

### Technologie et média
Les progrès de la technologie ont joué un rôle central dans le processus de la mondialisation et de l'avènement de la communication médiatique mondiale. La télévision par câble, le RNIS, la numérisation, les satellites de radiodiffusion ainsi que l’Internet sont quelques-unes des innovations technologiques qui ont permis a de grandes quantités d’informations d'être transférées à travers le monde entier en quelques secondes.
Au début du XXe siècle, le télégraphe, la téléphonie et la radio ont débuté le processus de communication mondiale. Alors que les technologies des médias se développaient intensément, certains ont pensé qu'elles mettaient en place un « village mondial » selon l'expression de Marshall McLuhan. Le lancement de Spoutnik 1, le premier satellite artificiel au monde, en 1957, a marqué le début des technologies qui interconnecteraient davantage le monde. La première émission télévisée mondiale a eu lieu lorsque Neil Armstrong a marché sur la lune en juillet 1969. En 2000, avec un satellite à diffusion directe, un foyer pouvait recevoir des chaînes et médias du monde entier. Désormais, grâce au Web, aux téléphones intelligents, aux tablettes, aux téléviseurs intelligents et à d’autres supports multimédias numériques, des milliards de personnes sont désormais en mesure d’accéder à un contenu multimédia.

### Justice
Une question qui concerne la justice dans les études en communication est comment décoloniser les méthodes de recherche et le discours théorique. L'idée de la décolonisation émane du rejet de l'approche fonctionnaliste précédente, qui supposait que la recherche pouvait être menée en isolement, sans idéologie ni préjugé du chercheur. Cette approche supposait que les cultures étaient fixées, homogènes et isolées les unes des autres. La décolonisation de la recherche et du discours a pour but de « dévoiler » la recherche en tant que structure de pouvoir impartiale et plutôt de produire une recherche plus consciente de soi.
L’approche adoptée pour la décolonisation des méthodes de recherche traite les participants d’étude comme des participants ou des partenaires, plutôt que comme des sujets. Décoloniser la recherche implique également de s’éloigner des modèles euro-centriques et de créer des nouveaux modèles qui utilisent les contextes locaux. Les approches décoloniales cherchent spécifiquement à produire des connaissances sur les mécanismes et les effets du colonialisme. Ces approches permettent aux anciens sujets de « répliquer », d’utiliser leur propre agence indépendante, plutôt que « donner » leur voix, qui est une structure de pouvoir inégale.